# Ramon Sealy
Anthony Ramon Sealy (ur. 22 kwietnia 1991) – kajmański piłkarz występujący na pozycji bramkarza. Zawodnik klubu Bodden Town FC.

## Kariera klubowa
Sealy karierę rozpoczynał w 2010 roku w zespole Bodden Town FC.

## Kariera reprezentacyjna
W reprezentacji Kajmanów Sealy zadebiutował w 2009 roku.